# 機械油
機械油（きかいゆ、きかいあぶら）は、機械・装置に使われる油全般のこと。用途により様々なものが利用されている。マシンオイルとも呼ばれる。

## 概要
機械油は、機械装置に利用される油全般のことで、この中には潤滑に用いられる潤滑油およびエンジンに使われるエンジンオイルから、切削加工（削り出しなど）や研磨加工の際に素材と切削工具との潤滑および冷却に使われる切削油（加えて加工屑を取り除く洗浄の意味もある）、熱伝導により冷却ないし加熱することで機械装置の温度を一定に保つためのものなどがある。錆の発生を防ぐため、金属表面を覆う皮膜として酸素を遮断するために利用されるものも機械油の範疇である。

## 性質
これら機械油に求められる性質をまとめると、以下のような性質が見出されるが、一般に機械油に分類される各種製品では、それ単独の機能から複数の機能に特化したものまであり、多様である。
潤滑
機械装置内の接触面の動作を油の皮膜によって摩擦を抑えることでギア等の消耗を防ぎ、動きをスムーズにする。
防錆
金属は酸素に触れると酸化し錆を発生させる。鉄などはその傾向が顕著だが、金や白金など一部の金属を除いて、錆は機械装置を含む金属製品の大敵であり、これを防ぐために塗装や鍍金も行なわれるが、これら皮膜はその厚さから磨耗に弱い。油の場合は流体であり表面張力も働くため、摩擦のある面への防錆に向いている。反面、皮膜としては強固に張り付いておらず流失する性質であるため、定期的な塗布が必要である。
加熱・冷却
共に熱を伝えて機械装置の動作を助ける。冷却の場合は温度の低い油を発熱元の周りを通して熱を奪い、逆に加熱する場合は温度を高めた油を加熱の必要な箇所に通す。装置によっては油をそのまま循環させ、ラジエターないしヒーターを通して油の温度を必要な温度に保つ機構が機械装置内に用意される。
洗浄
汚れや屑などの付着しやすい箇所に機械油を流し、これを取り除く。フィルターや遠心分離機（単純なものでは沈殿するための機構）などを通すことで、油中に流れ込んだこれら汚れや屑を取り除き、再び循環させることもある。
絶縁
油は酸化していない限り電気抵抗がきわめて高い性質（絶縁）を持つが、特に絶縁油では性質を安定的にすることでこの絶縁性を高めてある。一般に目にする機械油としては絶縁油は余りなじみがなく、高圧トランスなどに封入されているものが人知れず身近にあるくらいである。かつては添加剤にポリ塩化ビフェニル（PCB）が用いられ、この毒性が社会問題化して代替物質に切り替えられたりもしている。
複数の機能を持つ機械油は多々あるが、例えば、エンジンに利用されるエンジンオイルでは潤滑の機能と同時に洗浄の意味もあり、ギアなどが削れて発生する金属粉を油中から取り除くオイルフィルターが設けられており、同時にオイルを循環させることで冷却を、また微細な隙間を塞ぐ気密の役割を果たしている。

## 原料など
こういった機械油では、機械装置の機能を一定に保つために安定した物性が求められ、また製品としてみた場合には、品質も常に一定に保たれる。このため性質が安定的な鉱物油（石油製品）および合成油（シリコーンなど）が広く使われているが、一部には植物から得られる植物油（例えばヒマシ油や、ワサビノキから得られるモリンガ油など）や動物から得られるもの（鯨油など）も利用される。

## 劣化・廃棄
基本的には機械の動作に伴っていずれは劣化したり、あるいは環境中ないし機械自身から出る汚れを含んだりなどの形で用を成さなくなるために交換されたり、機械装置から外部に排出されたりなどの形で失われる消耗品として扱われる。エンジンオイルなどは燃料の燃焼に混じって燃やされてしまうために減少（消耗）する。しかし機械装置に適する形で添加剤を加えられていたり、または油自身の性質として有害なものもあって、環境中に排出されると汚染を引き起こすものもある。このため、廃棄に際しては油の性質に沿った廃棄方法が指示されているものも見られる。